# Crotaphopeltis degeni
Crotaphopeltis degeni is een slang uit de familie toornslangachtigen (Colubridae) en de onderfamilie Colubrinae.

## Naam en indeling
De wetenschappelijke naam van de soort werd voor het eerst voorgesteld door George Albert Boulenger in 1906. Oorspronkelijk werd de wetenschappelijke naam Leptodira degeni gebruikt.
De soortaanduiding degeni is een eerbetoon aan Edward J. E. Degen (1852 - 1922).

## Verspreiding en habitat
Deze slang komt voor in draslanden van het Centraal-Afrikaans plateau, van Kameroen en het oosten van de Centraal-Afrikaanse Republiek tot Zuid-Soedan, Oeganda, Kenia, Ethiopië, Tanzania en Tsjaad.
De typelocatie is Entebbe (Oeganda), waar ze werd verzameld door een zekere Degen. De exemplaren die hij verzamelde waren ongeveer 45 centimeter lang, waarvan de staartlengte zo'n vijf cm bedroeg. De dorsale schubben zijn glad en glanzend, net als die van Crotaphopeltis barotseensis, die ook in draslanden leeft.

## Levenswijze
In tegenstelling tot Crotaphopeltis hotamboeia, die een opvliegend karakter heeft, is C. degeni eerder kalm.